# Тирговиште
Тирго́виште або Торго́вище (болг. Търговище; МФА: [tɤrˈɡɔviʃtɛ]) — місто в Болгарії, центр Тирговиштської області.

## Назва
Історична назва Ескі-Джумая турецькою мовою означає «старий базар». Назва «Тирговиште» має слов'янське походження (від прасл. *trъgъ — «ринок», «базар», «торг», плюс слов'янський суфікс «виште»). У сусідніх країнах досі існують споріднені топоніми: наприклад, сербське Трговиште, румунське Тирговіште, а також українське Торговище.

## Географія
Розташоване на річці Врана, за 339 км на північний схід від Софії, за 41 км західніше міста Шумен, за 24 км північно-західніше міста Великий Преслав і за 99 км північно-східніше міста Велико-Тирново.

## Історія
В V-III століттях до нашої ери існувало фракійське, а в II-IV століттях нашої ери римське поселення та фортеця ранньо-візантійського періоду V-VI століття. Болгарське поселення з'явилося в X столітті, за часів Першого Болгарського царства.
Вперше сучасне місто згадується 1573 року, під назвою Ескі-Джумая (болг. тур. «Старий ринок»). Спочатку місто було суцільно турецьким, лише пізніше починають з'являтися болгари. У 1658 Ескі-Джумая стає адміністративним центром. Розвитку міста чимало посприяв ярмарок, що проводився до кінця XIX століття. Матеріальний успіх призвів і до культурного прогресу поселення.
Відкрите ще у XVIII столітті церковне училище було перетворено на світську школу 1846 року, а 1863 року завершено нову будівлю училища, побудовану в європейському стилі. Тоді ж було збудовано Церкву Успіння Пресвятої Богородиці та громадський центр.

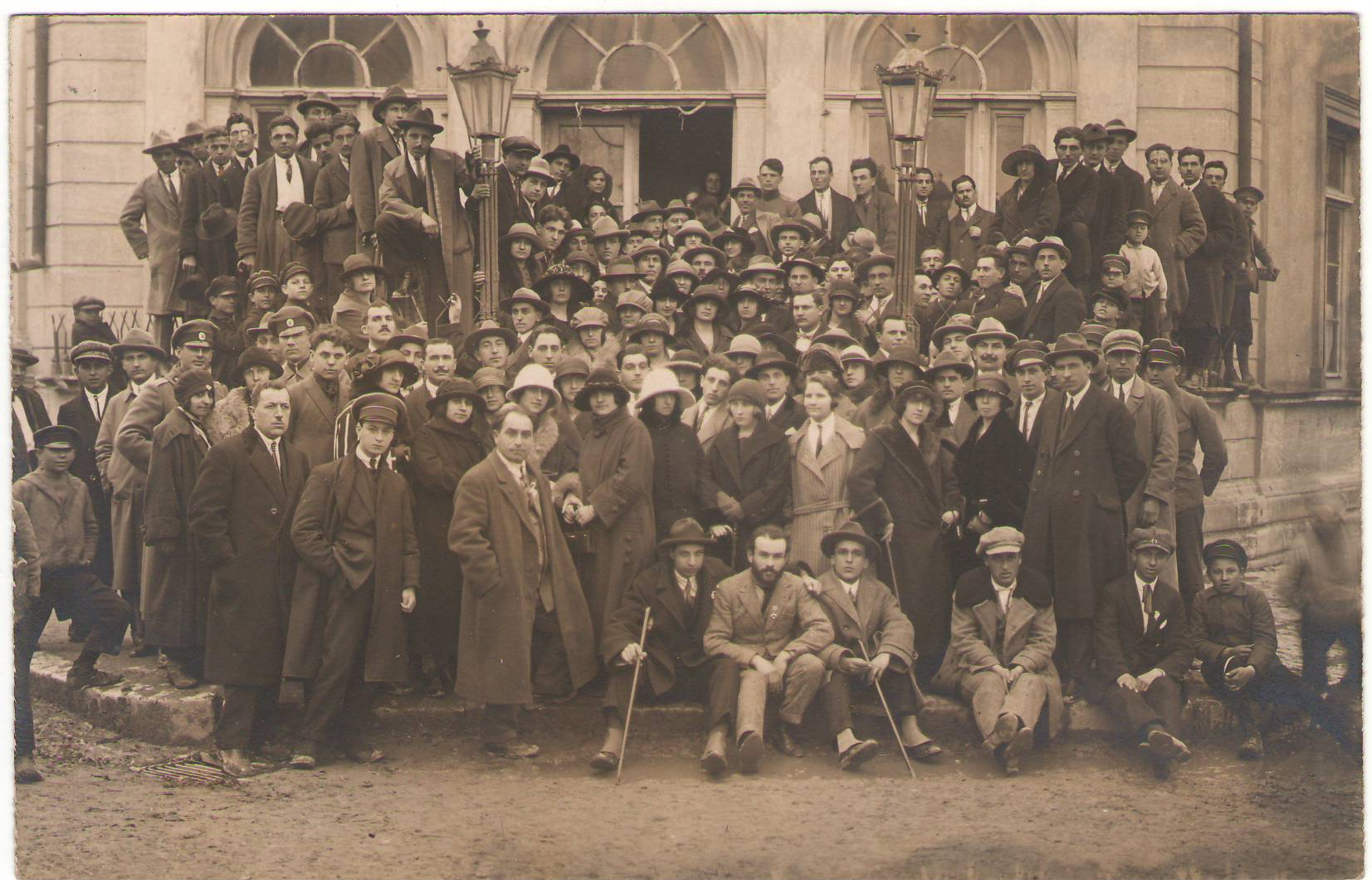
Засідання ВДРО в Ескі-Джумая (Тирговиште)

1923 року в Ескі-Джумая відбувся конгрес Добруджа, на якому було прийнято рішення про створення ВДРО (Внутрішня Добруджанська революційна організація).
1934 року місто Ескі-Джумая отримало сучасну назву - Тирговиште.
Розвиток промисловості міста почався після Другої світової війни. Відкрито заводи з виробництва автомобільних акумуляторів і машин для харчової промисловості, пізніше розвиваються меблева та текстильна промисловості.
У 2000 році біля Тирговиште були розкопані руїни давньоримського міста під назвою Місіоніс.

## Населення
Кількість жителів міста (не муніципалітету) досягла свого піку в період 1980-1990 років, коли перевищила 45 000 з найвищим показником 1989 року, коли їх було 47 798.
Населення Тирговиште 42 970 осіб на 2007 рік.
У січні 2012 року Тирговіште налічував 37 341 осіб у межах міста, тоді як муніципалітет Тирговіште з юридично приєднаними прилеглими селами мав 56 868 жителів.
Згідно перепису населення 2011 року, населення Тирговиште має наступний етнічний склад:
- Болгари - 27875 люд. (79,38%);
- Турки - 6222 люд. (17,75%);
- Цигани - 633 люд. (1,8%);
- Інші - 138 люд. (0,39%);
- Не визначили національність – 235 люд. (0,67%);
- Не вказали національність – 2558 люд. (4,2%).

## Економіка
Місті функціонують підприємства:

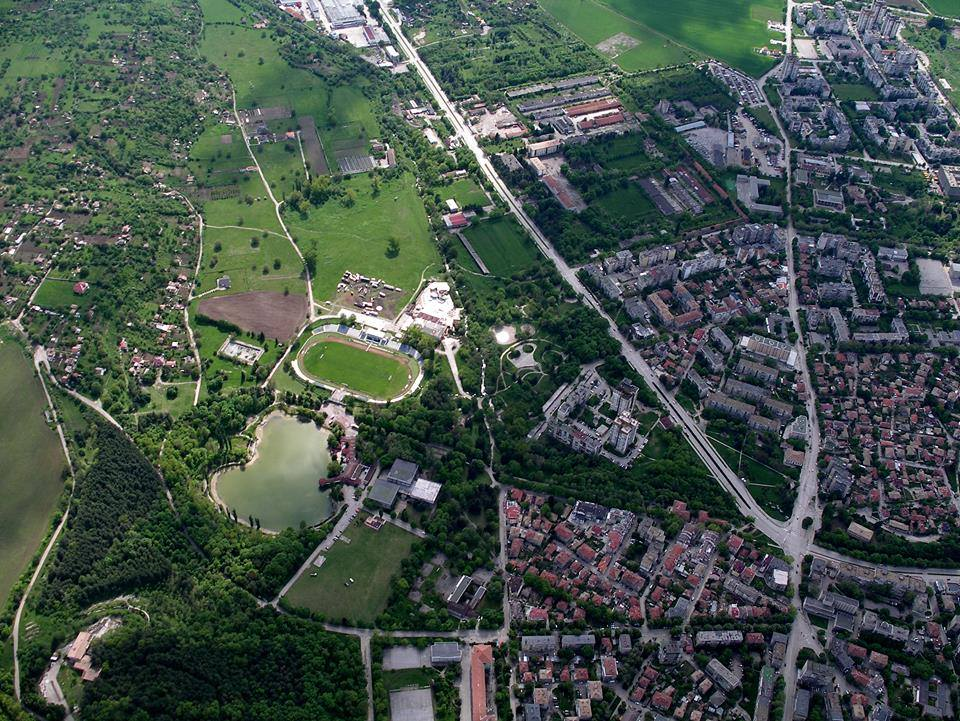
Вигляд з повітря на місто

- Виробництва та обробки скла — завод холдингу Шишеджам.
- Військове виробництво — військово-ремонтний завод «Терем – Хан Крум» (Terem-Han-Krum-Targoviste Ltd).
- Виробництво акумуляторних батарей — компанія «Енерсис».
- Виробництво кабелів і кабельних систем — «Hovag» EOOD.
- Виробництво меблів — підприємство «Мебель стиль».
- Виробництво продуктів харчування — підприємство «ЛВК Винпром».
- Виробництво молочної продукції — компанія «Мизия Милк» (Mizia Milk Ltd).

## Релігія
Більшість населення Тирговиште це православні — 70,5 %, а 22,8 % — мусульмани-суніти, інші 6,7 %.

## Транспорт
Через територію міста проходить залізнична лінія № 2, яка сполучає Софію та Варну. Залізничний вокзал Тирговиште розташований у північній частині міста. Вокзал забезпечує нормальний режим прийому та відправлення пасажирів і вантажів усі основні центри країни.
Автобусна станція Тирговиште обслуговує маршрути до основних адміністративних центрів Болгарії.
Неподалік від міста діє Аеропорт Тирговиште.

## Спорт

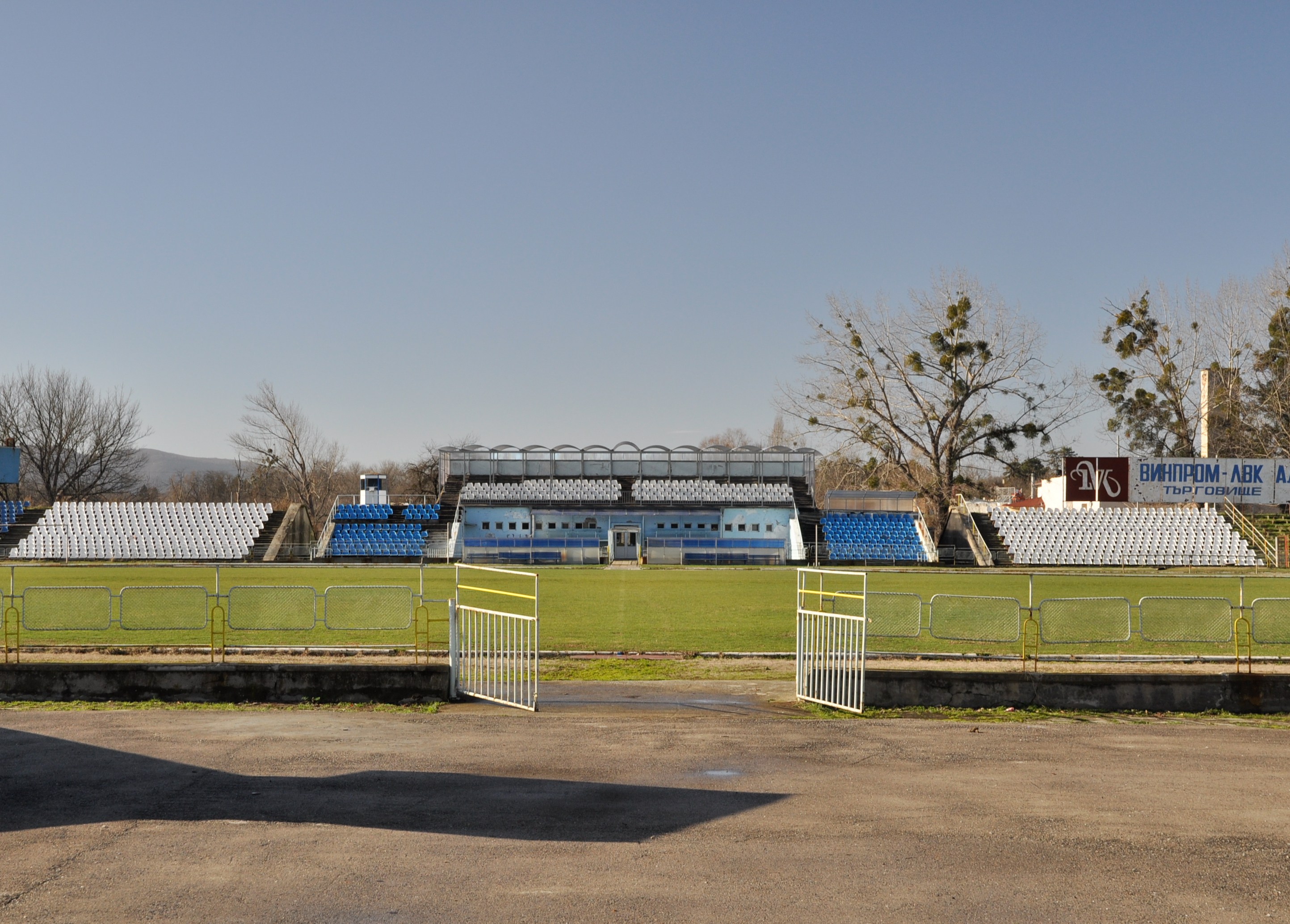
Стадіон «Дімітар Бурков»

Місто має свою футбольну команду ФК «Светкавиця-1922» Тирговиште, яка заснована з 1922 року та виступає на стадіоні «Димитар Бурков».

## Відомі особистості
В поселенні народилися:
- Панайот Барнев (1859—1934) — болгарський військовий.
- Нікола Марінов (1879—1948) — болгарський живописець-аквареліст, впливовий педагог.
- Йордан Камджалов (1980) — болгарський диригент, володар трьох міжнародних премій.
- Ісмаїл Іса (1989) — болгарський футболіст.
- Антоанета Бонева (1986) — болгарський стрілець, срібна призерка Олімпійських ігор 2020 року.

## Міста-побратими
Тирговиште має міста-побратими:
- Болград, Україна
- Котбус, Німеччина
- Козані, Греція
- Сюрен, Франція
- Тирговіште, Румунія
- Ватерлоо, США
- Утрехт, Нідерланди
- Санта-Марія-да-Фейра, Португалія (2002)[9]

## Світлини

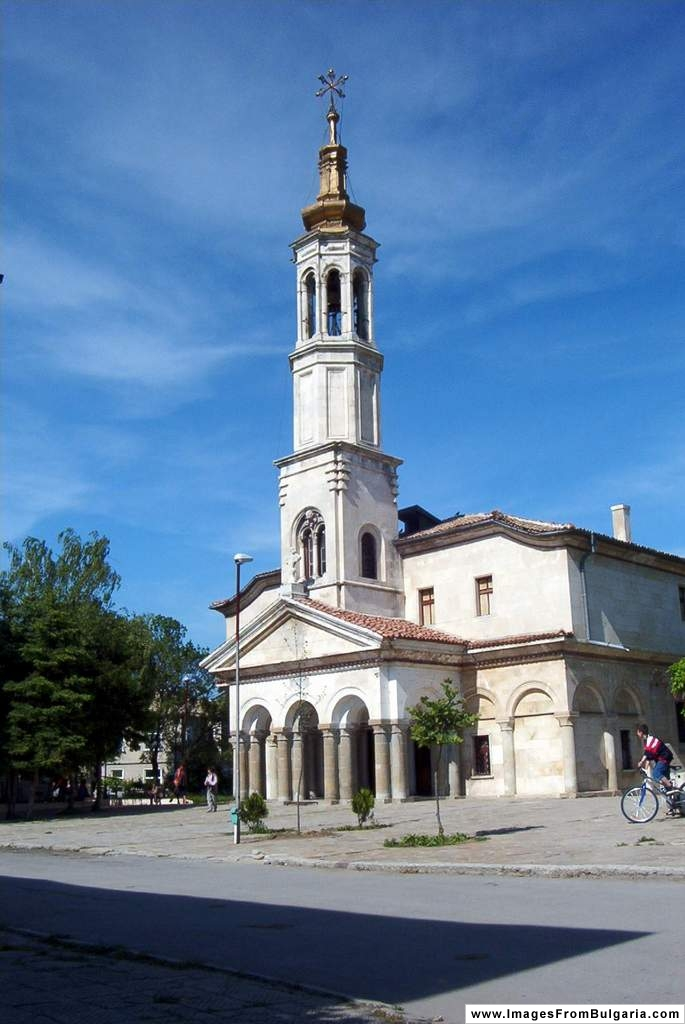
Церква Успіння Пресвятої Богородиці
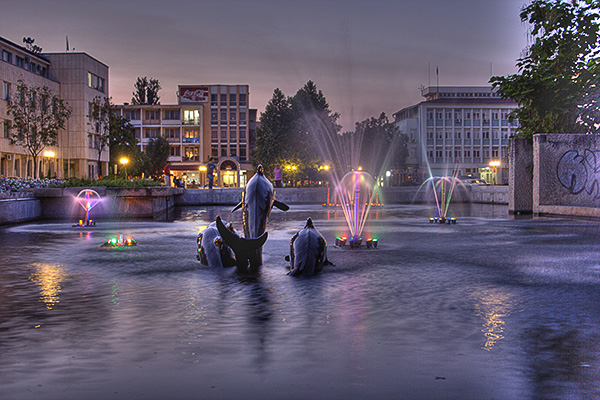
Центр Тирговиште
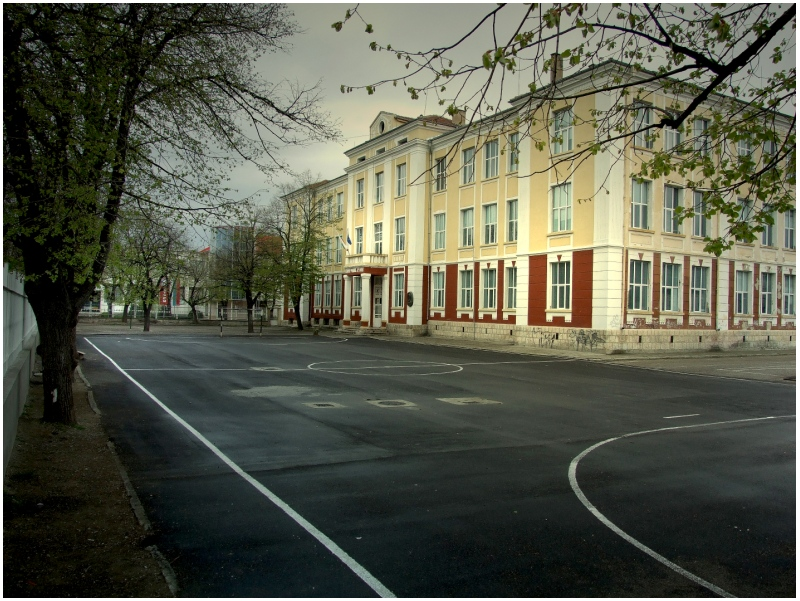
Загальноосвітня школа
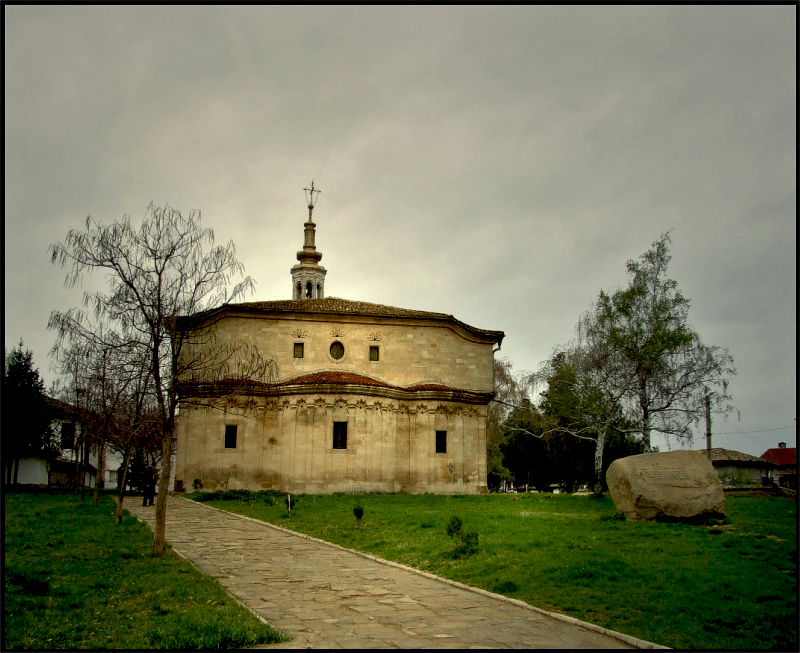
Стара церква
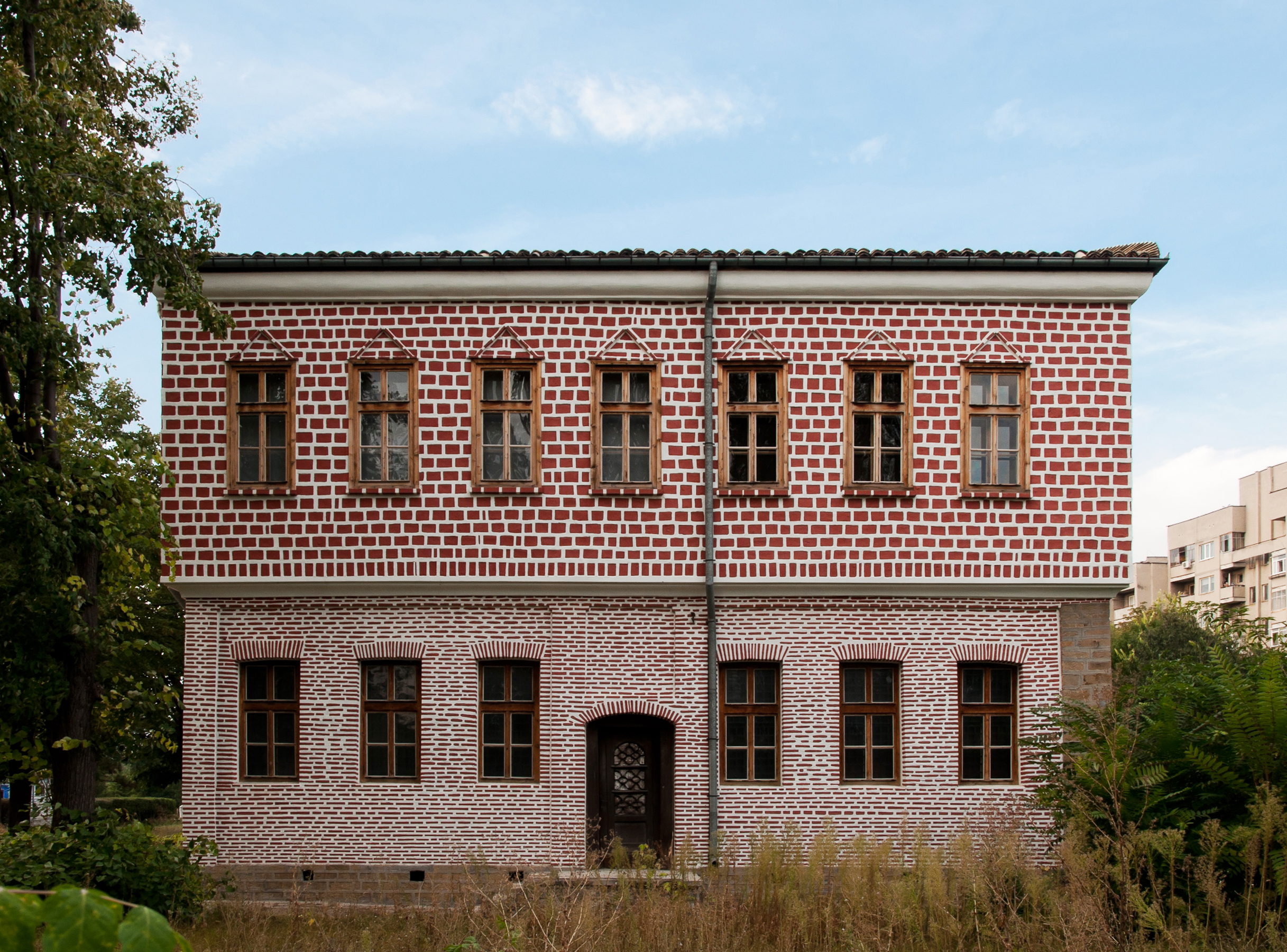
Стара школа (нині музей)
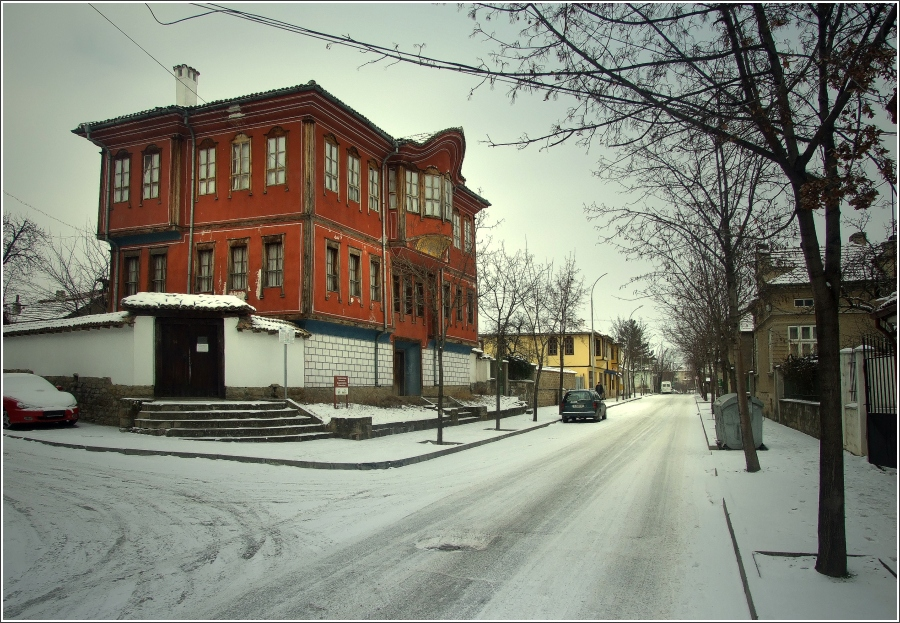
Старий квартал
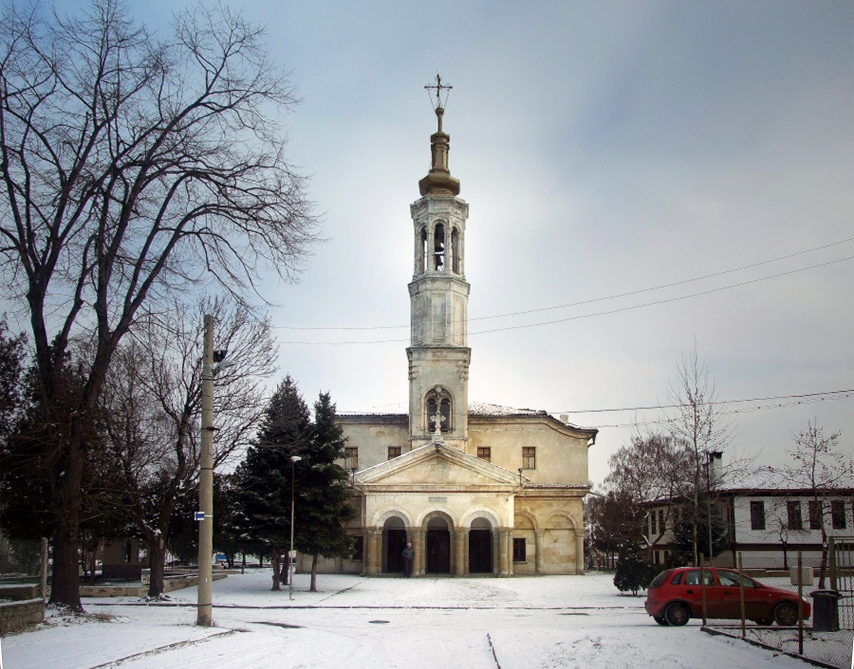
Церква
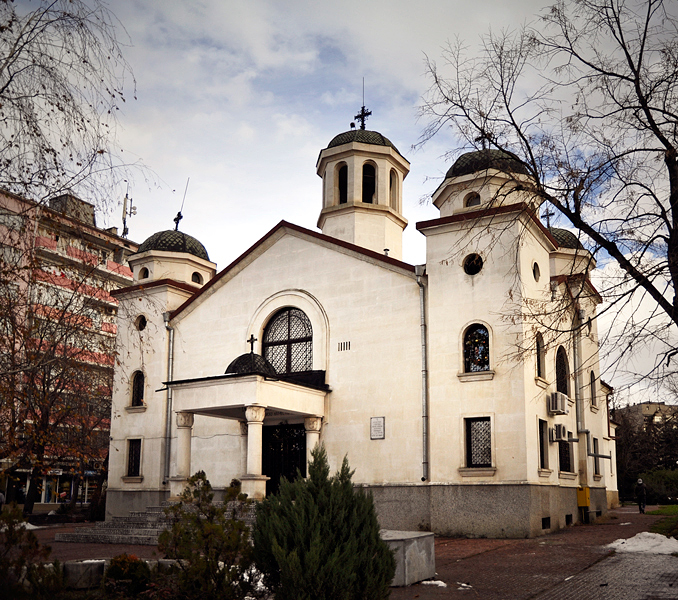
Св. Церква Іоанна Рильського

## Панорама Тирговиште

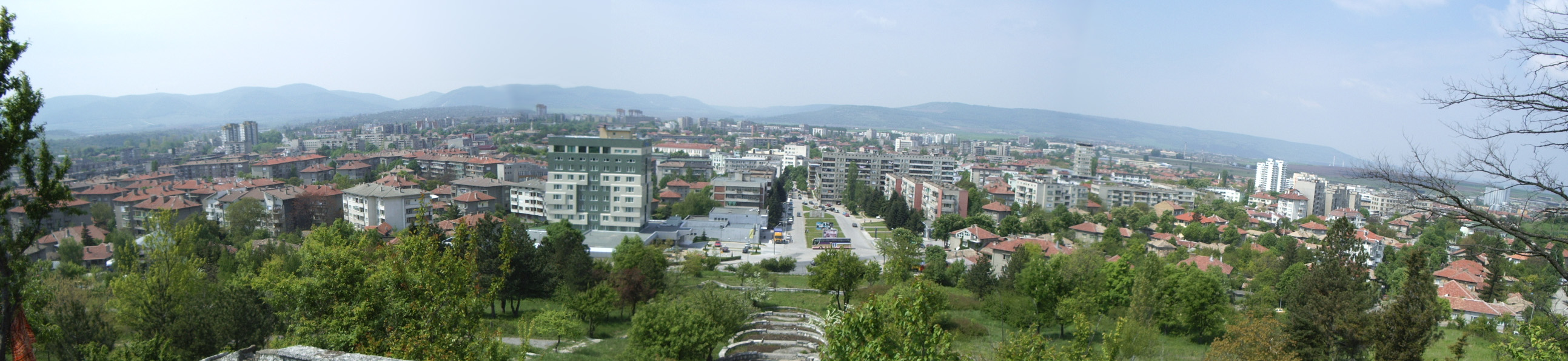
Панорамний вигляд на місто